# Duane Solomon
Duane Renard Solomon (Lompoc, 28 dicembre 1984) è un ex mezzofondista statunitense, specializzato negli 800 metri piani.

## Biografia
Nato e cresciuto in California, Solomon ha intrapreso la carriera atletica sin dalla scuola, gareggiando dapprima alla Cabrillo High School di Lompoc e in seguito entrando a far parte della squadra dell'University of Southern California.
Solomon ha debuttato internazionalmente nel 2006, vincendo a Santo Domingo la medaglia d'oro ai Campionati NACAC under 23 negli 800 metri piani. In seguito ha preso parte con la nazionale seniores a due edizioni dei Mondiali ed ai Giochi olimpici di Londra 2012, arrivando ad un passo dal podio. A medaglia è andato nel corso di due edizioni consecutive delle World Relays alle Bahamas, nella staffetta 4×800 metri.
Nel 2020, Solomon - dopo una carriera con numerosi titoli nazionali vinti - ha annunciato il proprio ritiro dalle competizioni agonistiche.

## Palmarès
| Anno | Manifestazione       | Sede           | Evento      | Risultato  | Prestazione | Note                          |
| ---- | -------------------- | -------------- | ----------- | ---------- | ----------- | ----------------------------- |
| 2006 | Campionati NACAC U23 | Santo Domingo  | 800 m piani | Oro        | 1'48"96     |                               |
| 2007 | Giochi panamericani  | Rio de Janeiro | 800 m piani | Semifinale | 1'47"73     |                               |
| 2007 | Mondiali             | Osaka          | 800 m piani | Batteria   | 1'48"95     |                               |
| 2010 | Mondiali indoor      | Doha           | 800 m piani | Semifinale | 1'51"82     |                               |
| 2012 | Giochi olimpici      | Londra         | 800 m piani | 4º         | 1'42"82     | Miglior prestazione personale |
| 2013 | Mondiali             | Mosca          | 800 m piani | 6º         | 1'44"42     |                               |
| 2014 | World Relays         | Nassau         | 4×800 m     | Bronzo     | 7'09"06     |                               |
| 2015 | World Relays         | Nassau         | 4×800 m     | Oro        | 7'04"84     |                               |